# 서성 (동오)
서성(徐盛, ? ~ ?)은 중국 후한 말 ~ 동오의 무장으로 자는 문향(文響)이며 서주 낭야국 거현(莒縣) 사람이다.

## 생애
전란을 피해 강동으로 이주했는데, 손권(孫權)에게 등용되어 별부사마(別部司馬)가 된 후 병사 5백을 받고 시상장(柴桑長)으로서 황역(黃射)이 이끄는 수천 군사의 공격을 물리쳤다. 손권은 그의 공을 인정하여 교위(校尉), 무호령(蕪湖令)으로 임명했다. 또 임성 남쪽의 산월을 친 공로로 중랑장으로 임명되었다.
213년 1월 조조(曹操)가 유수구(濡須口)에 쳐들어왔을 때 폭풍에도 아랑곳하지 않고 적군을 향해 돌격하여 손권의 칭찬을 받았으며, 221년 7월 유비(劉備)가 형주를 공격해 왔을 때 육의(陸議)의 지휘를 받으며 이릉(夷陵)에서 촉군을 격파하는 데 기여했다. 유비가 백제성(白帝城)으로 달아나자 손권에게 유비를 계속 뒤쫓을 것을 청했으나, 육손이 조비(曹丕)의 침공을 대비하여 군사를 물렸기 때문에 실행하지 못했다.
그 해에 조위에서 태상(太常) 형정(邢貞)이 손권을 오왕(吳王)으로 책봉하기 위해 오나라에 왔는데, 처음 왔을 때 거만한 태도를 보이자 서성은 분을 이기지 못하여 눈물을 흘렸다. 형정은 이 일을 전해 듣고 오나라의 복종이 오래가지 않을 것으로 예측했다. 222년 9월에는 오를 공격해온 조휴(曹休)의 군사들을 상대로 분투하여 공을 세웠다. 이 싸움 후 손권은 서성을 안동장군(安東將軍)에 임명하고 무호후(蕪湖侯)로 봉했다.
224년 8월 조비가 오나라 정벌군을 일으키자, 서성은 나무에 갈대를 입혀 성과 누각인 것처럼 보이게 하고 전함을 많이 띄워 위군을 속이고자 하였다. 얼마 후 도착한 조비는 오군이 쌓은 성벽이 수백 리나 이어진 것으로 착각하고 철수했다.
황무 연간(224년~229년)에 죽었다.

## 삼국지연의
손권에게 등용된 것으로 나오기는 하나 적벽 대전 때 동남풍을 비는 제갈량(諸葛亮)을 죽이려고 하는 부분에서 본격적으로 등장한다. 그 후 남군 공격, 합비 전투, 형주 점령, 이릉 전투 등 여러 전장에서 활약한다. 연의에서는 정봉(丁奉)과 같이 나올 때가 많다.
228년 주방(周魴)이 조휴를 속여 석정(石亭)으로 끌어들였을 때 서성이 위군을 무찌르는 데 공헌하는 것으로 나오지만, 석정 전투에 관련된 사서 기록에는 서성이 참전했다는 기록은 없다.

## 같이 보기
- 삼국지 인물 목록